# Kathedrale von Świdnica

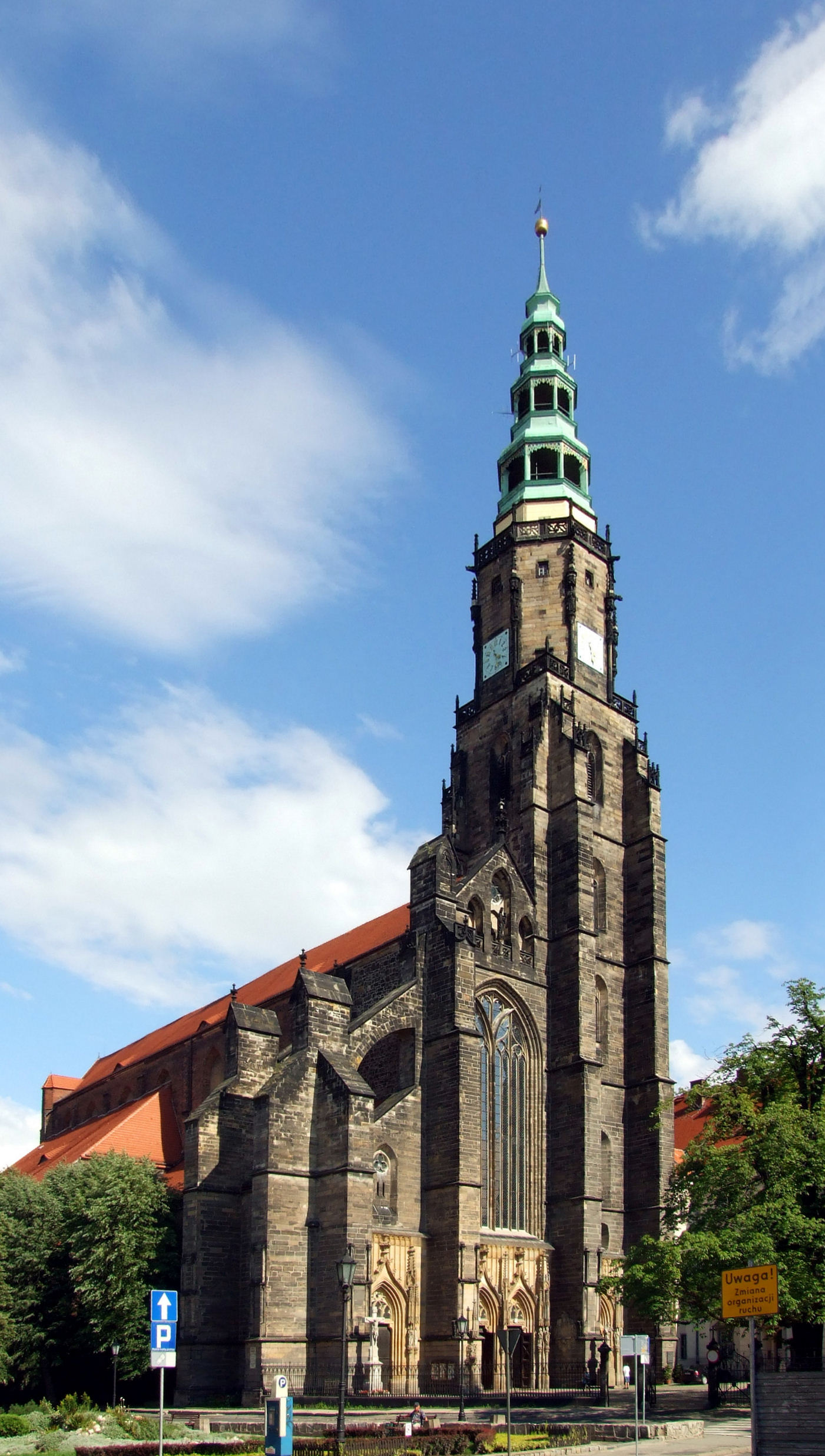
Kathedrale von Świdnica

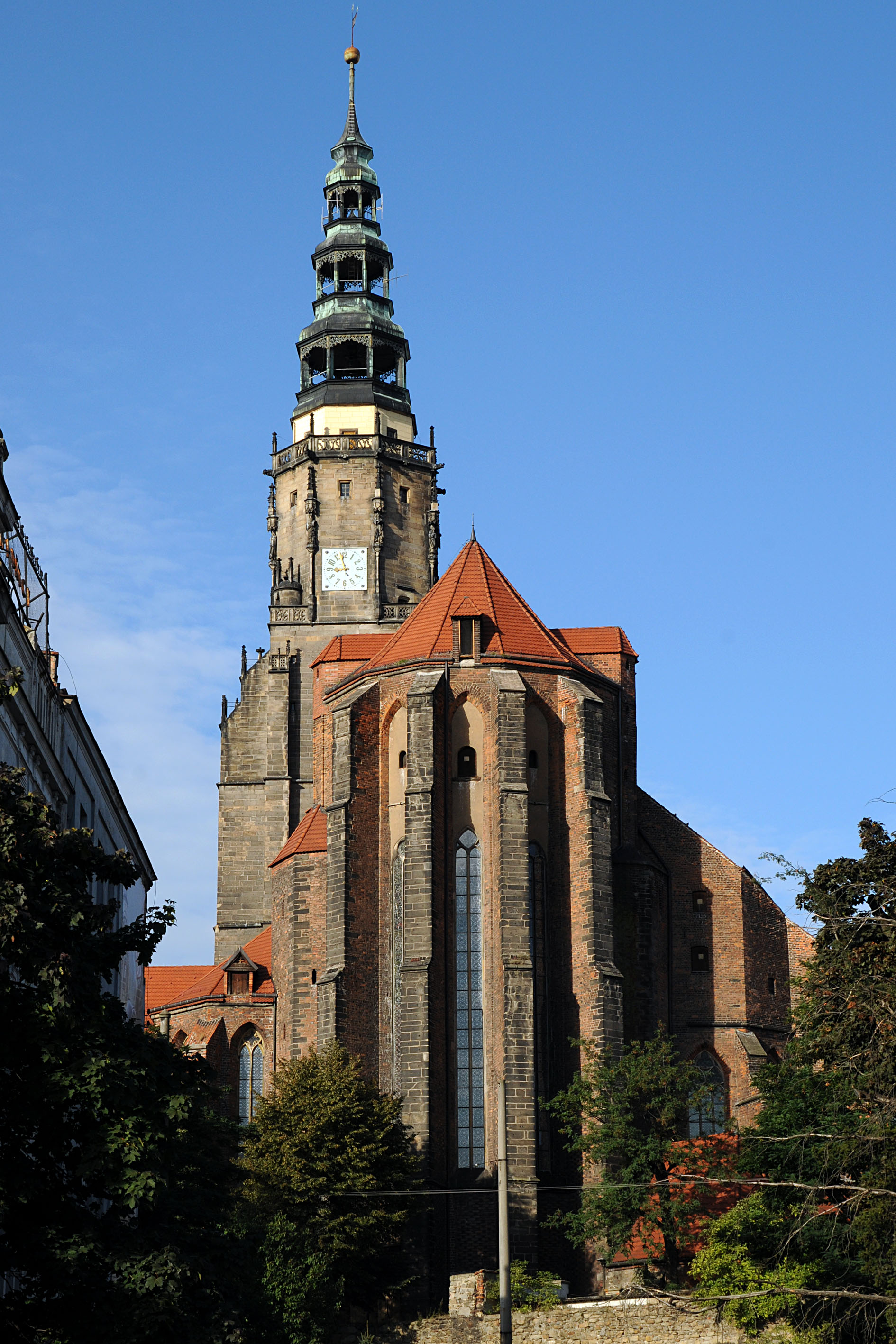
Ansicht von Osten

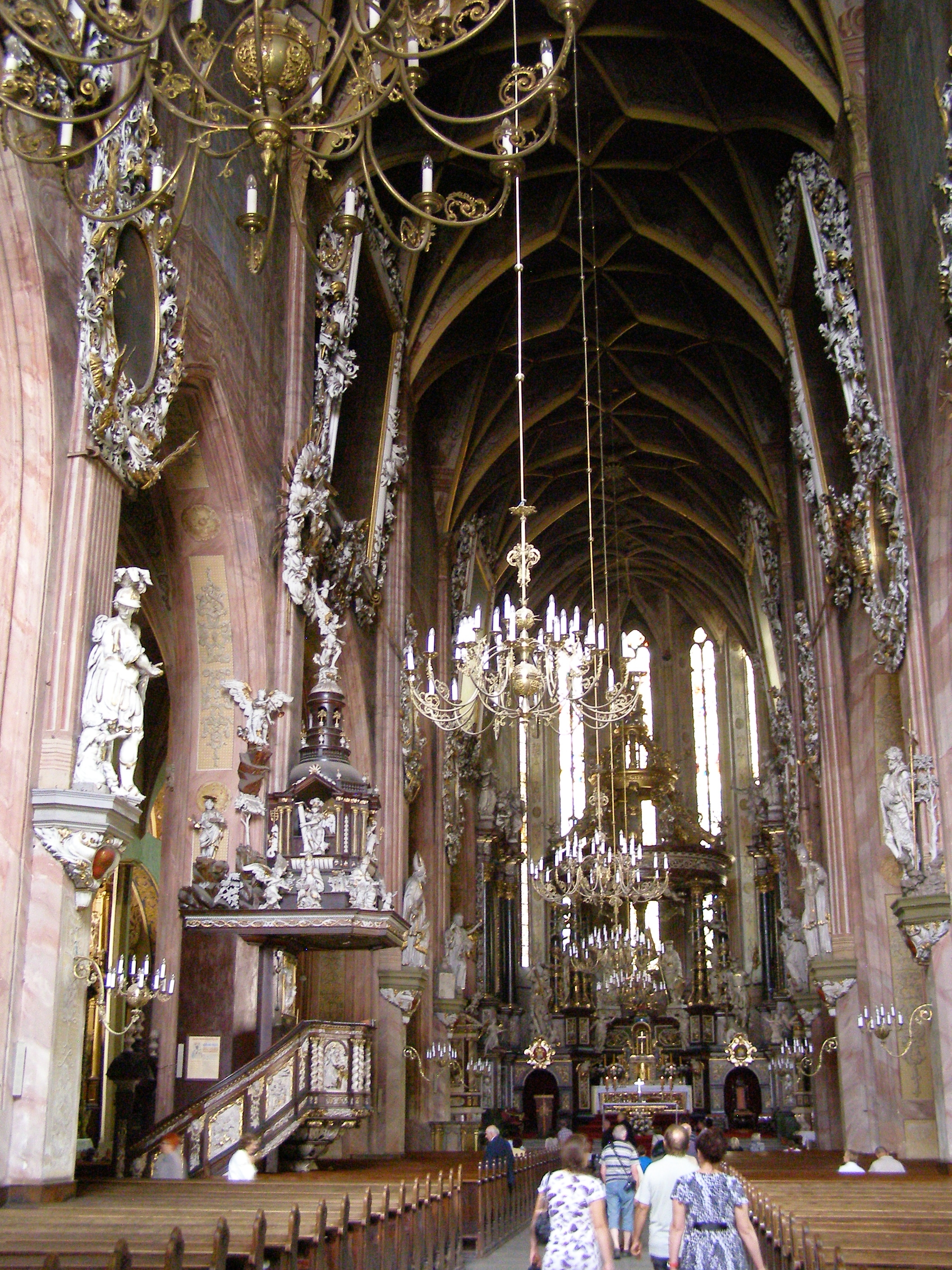
Innenansicht

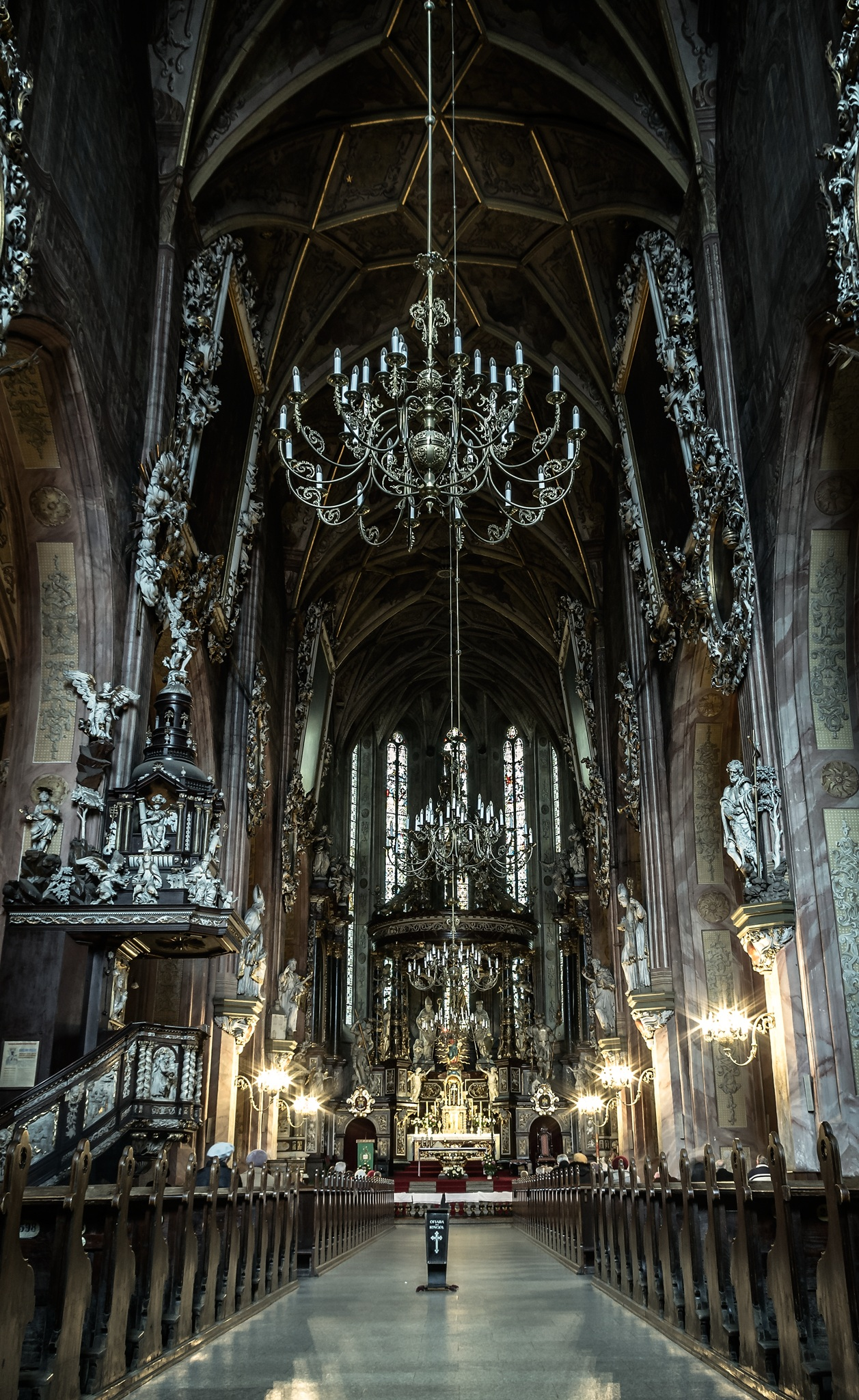
Innenansicht

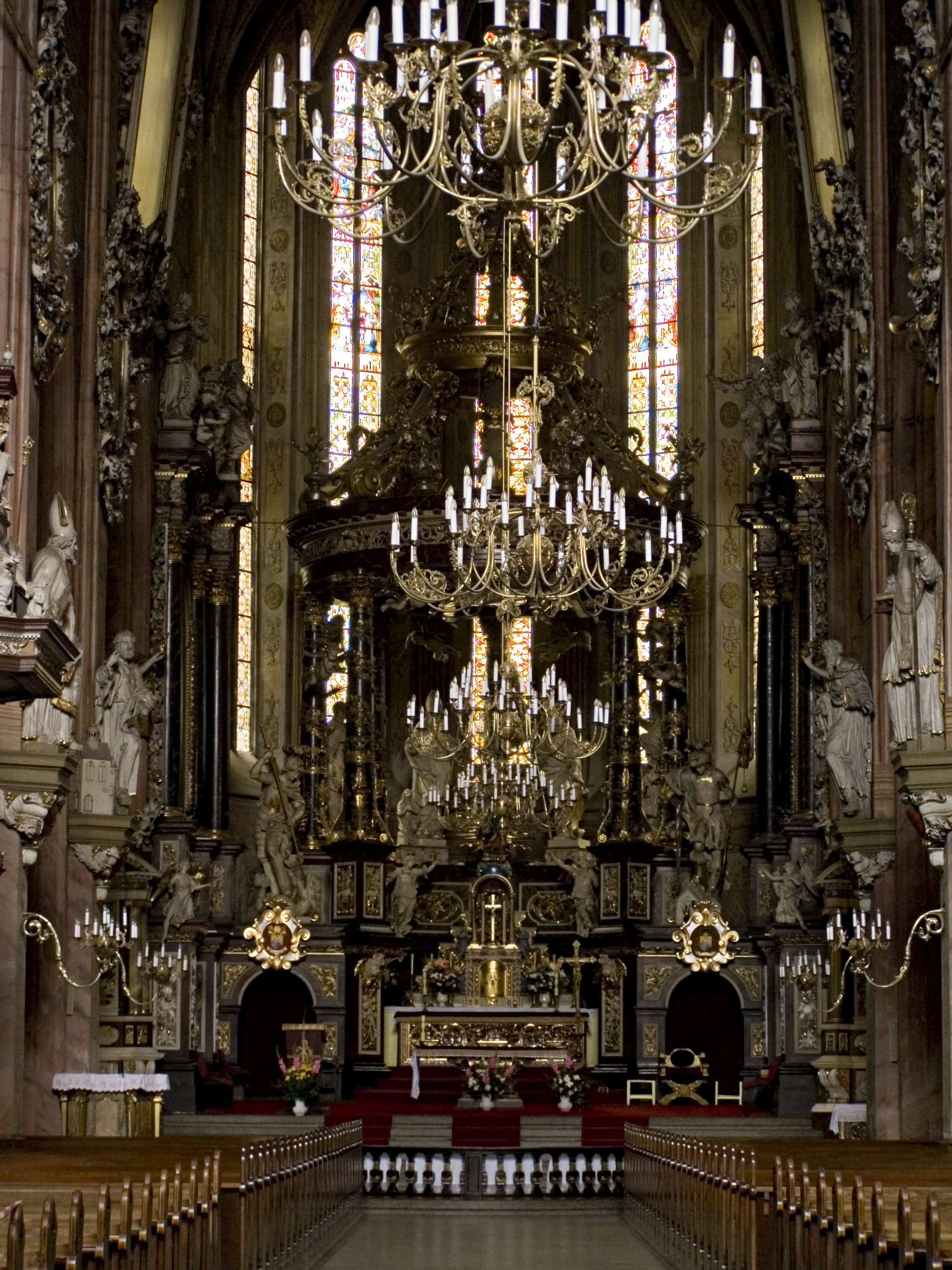
Chor

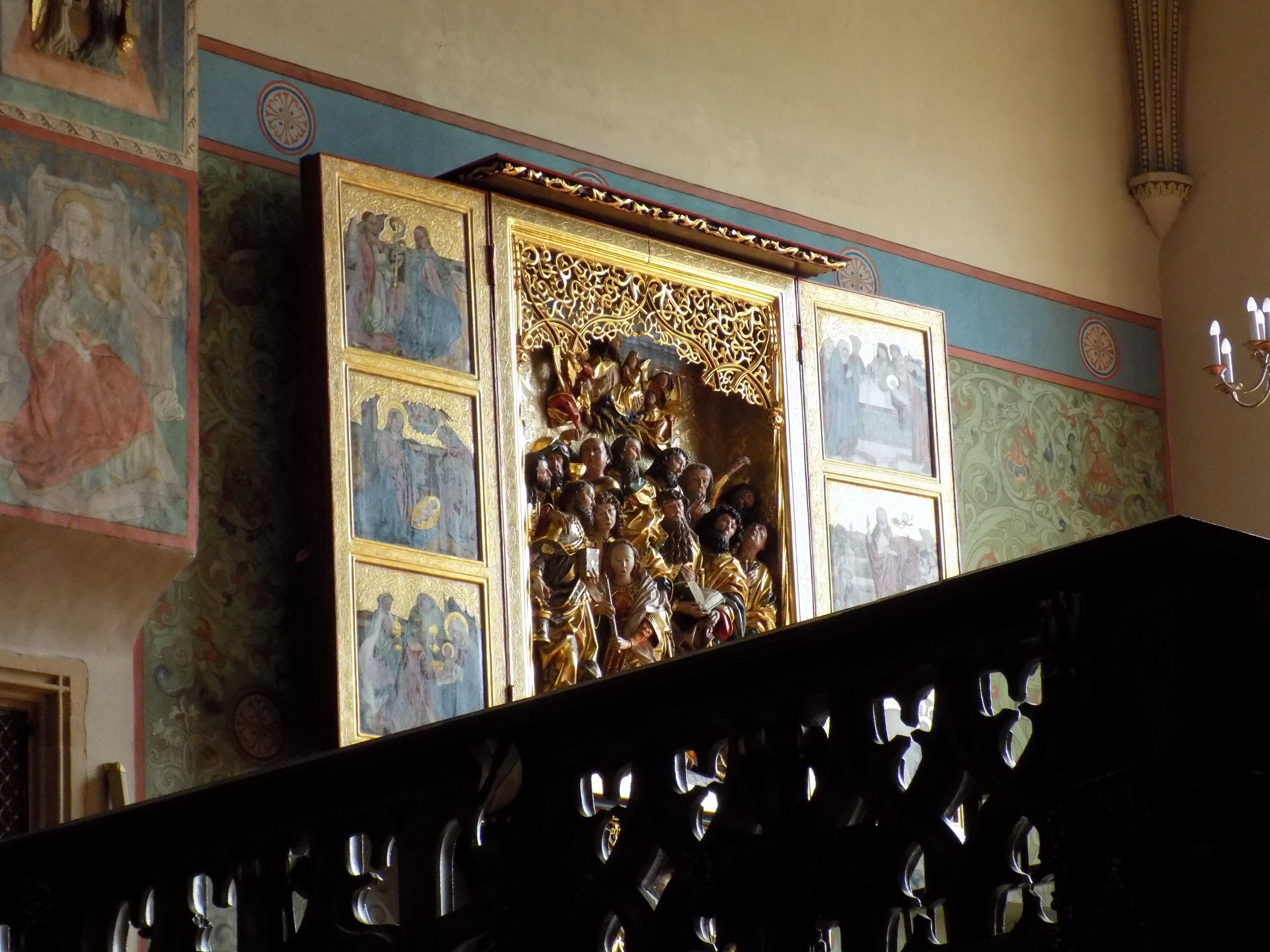
Gotischer Flügelaltar

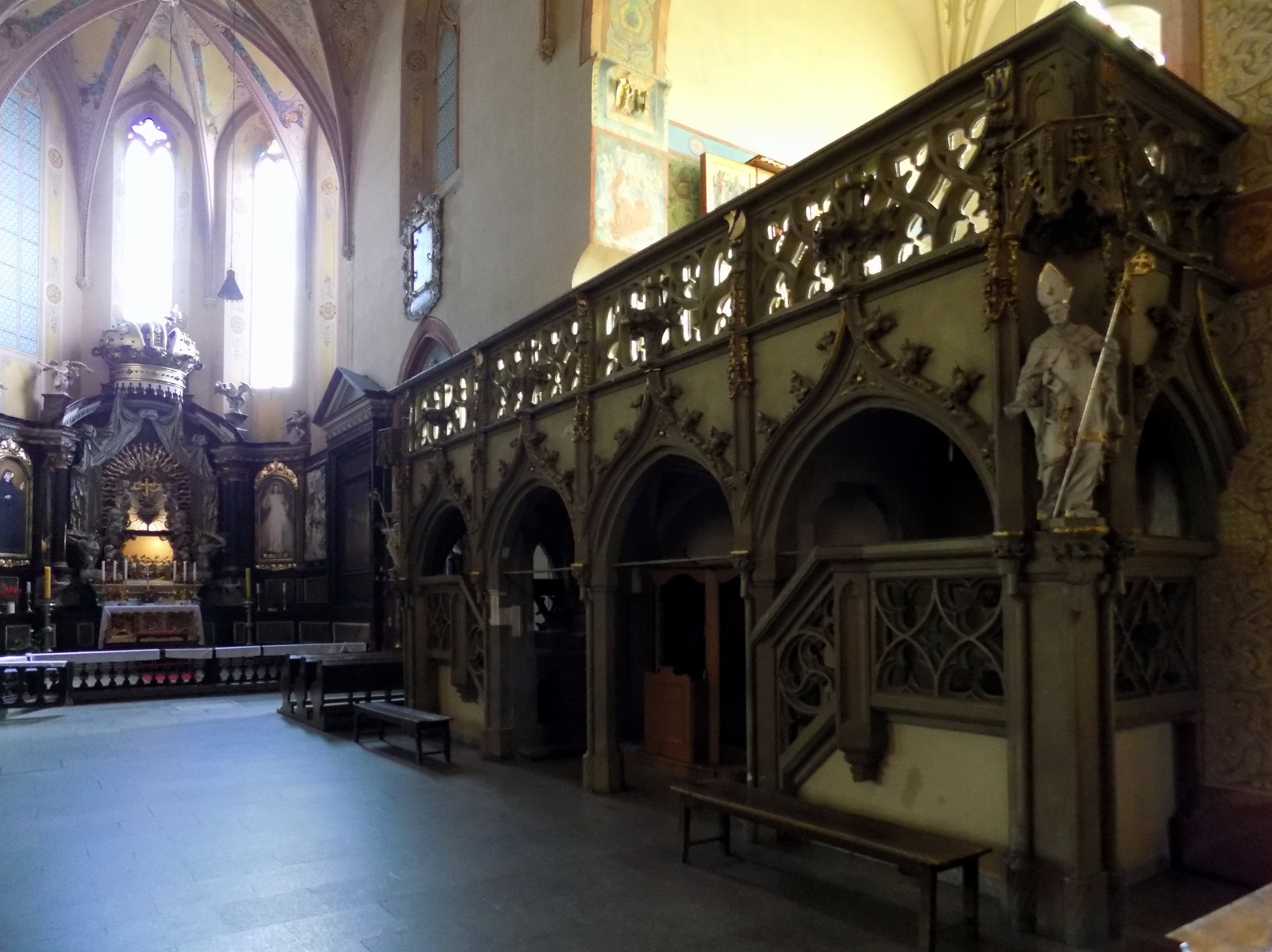
Chor der Marienbruderschaft

Die Kathedrale St. Stanislaus und Wenzel (polnisch Katedra św. Stanisława i św. Wacława w Świdnicy) in Świdnica (deutsch: Schweidnitz) ist eine gotische Kirche, die ursprünglich als Pfarrkirche genutzt wurde und seit dem 25. März 2004 als Kathedrale des Bistums Świdnica dient. Sie befindet sich am Plac Jana Pawła II, im südöstlichen Teil des mittelalterlichen Stadtkerns und ist eines der wichtigsten Baudenkmale in Świdnica. Auf Anordnung des Präsidenten der Republik Polen Andrzej Duda vom 15. März 2017 wurde die Kathedrale in die Liste der historischen Denkmale eingetragen.
Die Kirche ist eine der größten Kirchen in Niederschlesien. Der 103 m hohe Turm ist derzeit der höchste in ganz Schlesien und der fünfthöchste in Polen (nach der Basilika in Licheń, der Stettiner Kathedrale, der Basilika Jasna Góra in Tschenstochau und der Kathedrale von Lodz).

## Geschichte
Die Kirche wurde im 14. Jahrhundert während der Herrschaft des Schweidnitzer Herzogs Bolko II. nach dem Brand einer früheren Holzkirche, die an dieser Stelle stand, erbaut. Der Baubeginn wird auf das Jahr 1330 datiert, und die Legende besagt, dass der Herzog selbst den Grundstein für den Bau legte. In den Jahren 1400–1410 wurde die Kirche erweitert und im Jahr 1546 wurde der Wiederaufbau nach dem Brand von 1532 abgeschlossen.
In den Jahren 1561 bis 1629 wurde die Kirche von den Protestanten genutzt, und 1662 übernahmen die Jesuiten das Patronat über die Kirche, die an der Wende des 17. und 18. Jahrhunderts das Innere im Barockstil umgestalteten. Nach der Säkularisation des Jesuitenordens wurde die Kirche in den Jahren 1757 bis 1772 mit Zustimmung der preußischen Behörden zu einem Getreidespeicher umfunktioniert, danach wurde sie als Hospital genutzt. Im Jahr 1832 wurde die Kirche restauriert. Bei der Restaurierung in den Jahren 1893–1895 gingen viele ursprüngliche Architekturteile der Kirche verloren. Weitere Renovierungen erfolgten 1908 und 1959.
Am 25. März 2004 wurde die Kirche St. Stanislaus und St. Wenzel mit der Bulle Totus Tuus Poloniae Populus von Johannes Paul II. zur Kathedrale der Diözese von Świdnica erhoben. Sie wurde 2017 zum Pomnik historii (Geschichtsdenkmal) erklärt.

## Architektur

### Äußeres
Die Kirche ist eine steil proportionierte, spätgotische, geostete, dreischiffige Basilika aus Backstein unter Verwendung von Hartbrandziegeln und Quadersteinen mit polygonalem 7⁄12-Chorschluss, die Seitenschiffe enden mit Dreiachtelschluss. Die Westfassade wird von dem weithin sichtbaren Südturm mit fünf Stockwerken dominiert, der nördliche wurde nur bis zur Höhe des Seitenschiffs erbaut. Auf dem letzten Stockwerk des Südturms, das in ein Oktogon übergeht, befinden sich an den Ecken Säulen mit den Figuren des heiligen Stanislaus und des heiligen Wenzel, Maria, der heiligen Hedwig von Schlesien, Petrus und Paulus, Johannes des Täufers und Johannes des Evangelisten. Die Renaissance-Haube auf dem Südturm wurde 1613 aufgesetzt.
An der Westfassade befinden sich vier Portale mit Skulpturen aus Sandstein, welche die Muttergottes mit Kind, die zwölf Apostel schlafend im Garten Gethsemane, sowie St. Stanislaw und St. Wenzel darstellen (1427). Auf beiden Außenseiten der Portale sind die Symbole der vier Evangelisten dargestellt – auf der Nordseite: ein Adler (Johannes) und ein Löwe (Markus), auf der Südseite: ein Stier (Lukas) und ein geflügelter Mensch (Matthäus).
Bemerkenswert ist die spätgotische Skulptur der heiligen Anna selbdritt, die sich zwischen dem Nordportal und der zentralen Westfassade befindet.

### Inneres
Im Inneren fällt vor allem die Weite des Gebäudes auf. Das Hauptschiff selbst ist 71 m lang, 10 m breit und 25 m hoch. Die Gesamtbreite der drei Schiffe beträgt 27 m. Sechs Kapellen wurden zu verschiedenen Zeiten an die Seitenschiffe angebaut. Unter dem Chor befindet sich eine interessante zwölfseitige Kapelle, die sonst nicht in gotischen Kirchen vorkommt und einer Krypta ähnelt, weshalb der Chor und der Hauptaltar höher als das Niveau des Hauptteils liegen. Der Grundriss ähnelt einer Ellipse. Das sternförmige Gewölbe wird von einem Rundpfeiler getragen, in dem alle Rippen konzentrisch zusammenlaufen. Beachtenswert sind hier die Schlusssteine und die Dienste, welche die Rippen aufnehmen.

## Ausstattung

### Hauptraum
Die ursprüngliche gotische Innenausstattung wurde 1532 durch einen Brand zerstört. In den Jahren 1644 bis 1776 war die Kirche im Besitz der Jesuiten, die sie an der Wende vom 17. zum 18. Jahrhundert im Barockstil umbauten, wobei ein niedrigeres Gewölbe im Mittelschiff eingezogen wurde. Die meisten der Skulpturen und Altäre wurden von Johann Riedel angefertigt. Der Hauptaltar ist sein bedeutendstes Werk. Die Hauptszene mit der Darstellung der Muttergottes und des Kindes, umgeben von Heiligen, befindet sich unter einem Baldachin, der von sieben Säulen getragen wird.
Ein Gemälde im Chor von 1668 stellt den Tod des heiligen Wenzel dar und wurde von Michael Willmann geschaffen. Ein Gemälde von Johann Jacob Eybelwieser stellt Heilige des Jesuitenordens, Christus und die Muttergottes dar, ein weiteres den Tod des heiligen Stanislaus. Im Chor befindet sich außerdem eine sehr realistische Pietà aus der Zeit um 1499 oder möglicherweise 1422.
Im Hauptschiff befinden sich sechs Gemälde mit Szenen aus dem Leben der Heiligen Stanislaus und Wenzel vom Anfang des 18. Jahrhunderts. Eine spätgotische Metalltür mit Rhombenfeldern führt zur ehemaligen Bibliothek, sie ist mit Darstellungen von Maria, des Erzengels Gabriel, des Schlesischen Adlers und des Böhmischen Löwen versehen.
Auf der linken Seite des Hauptschiffes befindet sich eine Kanzel, die 1698 von Johann Riedel geschaffen wurde.
In den Nischen der Pfeiler im Hauptschiff befinden sich Skulpturen von Heiligen (unter anderem Johannes der Täufer, Nikolaus, Wolfgang) aus der Wende vom 17. zum 18. Jahrhundert.
An der Seitenwand befindet sich ein Sandsteinepitaph von Martin Früaf, dem letzten katholischen Pfarrer vor der Reformation (nach seinem Tod wurde die Kirche von den Protestanten bis 1629 genutzt). Im Mittelfeld stellt das Relief den Pfarrer kniend vor der Heiligen Dreifaltigkeit dar, die als Gnadenstuhl abgebildet ist. Im unteren Teil des Epitaphs befindet sich eine lateinische Inschrift, die besagt, dass der Pfarrer im Alter von 99 Jahren, drei Monaten und sechs Tagen gestorben ist.
Die große Orgel mit einem Prospekt von 1705 nach Entwurf von Johann David Sieber aus Brünn ist durch ein Engelsorchester geschmückt, das von Georg Leonhard Weber in den Jahren 1704–1710 geschnitzt wurde; zu seinem Werk gehört auch der Altar in der Kapelle der Muttergottes von Świdnica, wo sich ein anmutiges Marienbild aus dem 15. Jahrhundert befindet, sowie die Statuen der Stadtpatrone auf den Konsolen der Innenpfeiler. Die heutige Orgel ist ein Werk der Firma Schlag & Söhne aus dem Jahr 1911 mit 41 Registern auf drei Manualen und Pedal.

### Kapellen
Die Seitenkapellen sind an die Seitenschiffe angebaut, teils als ehemalige Zunftkapellen. Am Nordschiff von Ost nach West sind die folgenden Kapellen zu finden:
1. die Kapelle der Muttergottes von Tschenstochau, ehemals dem heiligen Ignatius von Loyola geweiht und polygonal geschlossen,
2. die Taufkapelle, die ehemalige Baderkapelle aus der Mitte des 15. Jahrhunderts, zweijochig mit dreiflächigem und Sterngewölbe, enthält ein Renaissance-Gitter von 1591, den Taufstein von 1586 und ein Gemälde, das die Vertreibung der Juden aus Schweidnitz im Jahr 1453 darstellt,
3. die Hedwigskapelle, die ehemalige Schneiderkapelle, polygonal geschlossen mit einer Krypta der Jesuiten, weiterhin mit einem Altar der heiligen Witwe mit einem Gemälde von Heigel vom Ende des 17. Jahrhunderts und einem farbig gefassten Holzepitaph der Familie Nauck, vermutlich nach 1584,
4. die St.-Johannes-Baptist-Kapelle, die ehemalige Tuchmacherkapelle aus der Zeit um 1474 mit einem Sterngewölbe, einem Patronatsaltar von 1682 und dem Gemälde mit dem heiligen Stanislaus, Boleslaw den Kühnen mahnend aus der Zeit um 1700.

Am Südschiff sind die folgenden Kapellen von Ost nach West angebaut:
1. die Herz-Jesu-Kapelle, ehemals dem heiligen Franz Xaver geweiht, polygonal geschlossen, enthält den Altar mit der Darstellung des Letzten Abendmahls vom Bildhauer Riedel,
2. die Sakristei, eine ehemals vom Patrizier Konrad von Sachenkirch im Jahr 1342 gestiftete, im 17./18. Jahrhundert barockisierte Kapelle,
3. die heutige St.-Thomas-Kapelle, ehemalige Sakristei, eine vierjochige Kapelle mit Kreuzrippengewölbe auf einem Mittelpfeiler mit Wappenschild, darüber der Chor der Marienbruderschaft (Bürgerchor genannt) aus der Zeit um 1468 mit Sterngewölbe und Arkaden, darunter eine doppelläufige Treppe, die Emporenbalustrade mit spätgotischem Maßwerk. Unter den erhaltenen Teilen der mittelalterlichen Ausstattung ist der wertvollste ein gotischer Flügelaltar aus dem Jahr 1492 mit der Darstellung des Marientods auf dem Chor der Marienbruderschaft; der Altar wurde wahrscheinlich von einem Schüler von Veit Stoß angefertigt,
4. die Dreikönigskapelle, eine Stiftung des Patriziers Nikolaus Löwe von 1395, eine kreuzgratgewölbte Kapelle mit einem Altar aus dem späten 17. Jahrhundert, der die Anbetung der Könige darstellt und einem Steingrabmal für Wilhelm Heinrich Oberg aus der Zeit nach 1646,
5. die St.-Josephs-Kapelle, ehemals Krämerkapelle von 1487 mit Sterngewölbe, mit einem Altar mit St. Joseph, Georg und Christophorus und einem Gemälde mit einer Madonna vor dem Panorama von Schweidnitz aus der Zeit um 1695,
6. die Kapelle der Muttergottes von Schweidnitz, die ehemalige Fleischerkapelle aus der Zeit um 1459, umgebaut zu Beginn des 18. Jahrhunderts mit Kuppelgewölbe, mit Malereien des Herzogs Bolko II. und einer Stadtansicht von Schweidnitz von Johann Hiebel aus Prag und einem Altar von Johann Sigrist mit der Darstellung der Muttergottes von Schweidnitz aus der Zeit um 1460 oder 1480.

Vor dem Eingang in die Sakristei befindet sich der Grabstein des Pfarrers von Świdnica, Hugo Simon, der 1897 starb. Die Inschrift „Voluit Quiescit“ (Er wollte ruhen) besagt, dass er an diesem Ort begraben werden wollte. Er sprach polnisch und war Kaplan des Posener Regiments, in dem polnische Soldaten dienten. Zahlreiche weitere Epitaphien aus dem 16. bis  18. Jahrhundert sind in der Kirche angebracht.
Im Hof der Kirche steht eine St.-Florians-Säule aus dem Jahr 1684.

## Wissenswertes
Schon vor der Gründung der Diözese wurde die Kirche allgemein als Kathedrale bezeichnet. Die Kirche wurde in die Liste der 10 Perlen Niederschlesiens aufgenommen (im Wettbewerb Perlen von Niederschlesien des Portals Naszemiasto.pl).